# Argentina na Copa do Mundo FIFA de 1966
A Selecção de Argentina foi uma das 16 participantes da Copa Mundial de Futebol de 1966, que se disputou na Inglaterra. Argentina foi eliminada nas quartas de final após perder para a Seleção da Inglaterra.
O treinador era Juan Carlos Lorenzo e o capitão era Antonio Rattín.

## Preparação
A Argentina iniciou o ciclo da Copa do Mundo sob o comando de Horacio Amable Torres, que, aos 36 anos, foi o técnico mais jovem a assumir o comando da seleção argentina. Horácio treinou a equipe no Campeonato Sul-Americano de Futebol de 1963, um torneio do qual Chile e Uruguai não participaram, e Argentina e Brasil enviaram uma equipe alternativa. A Argentina terminou em terceiro lugar. Em seguida, a Argentina perdeu a Copa Roca de 1963 para o Brasil.
Em 1964, Horácio foi substituído por José María Minella, que conseguiu uma vitória impressionante sobre o Brasil de Pelé na Taça das Nações de 1964 e classificou a Argentina para a Copa do Mundo de 1966.
No final de 1965, a AFA criou um novo triunvirato com Osvaldo Zubeldía, Antonio Faldutti e Carmelo Faraone. Três jovens treinadores com ideias modernas. A partir de 1º de fevereiro de 1966, um grupo de 28 jogadores começou a treinar. Mas a AFA considerou apenas Zubeldía como técnico, Faldutti seria um mero assistente. Irritado, após um mês de treinamento, Faldutti anunciou sua saída, e Zubeldía pediu demissão também em solidariedade com seu colega.
O Boca Juniors ofereceu sua equipe técnica para preencher a lacuna, então Adolfo Pedernera comandou algumas sessões de treinamento, até que a AFA recorreu novamente a Juan Carlos Lorenzo, que havia treinado a Argentina na Copa do Mundo de 1962 e estava na Itália. Lorenzo nomeou 25 jogadores, 14 dos quais já estavam trabalhando com Zubeldía, e partiu para a Europa.
A turnê antes do torneio foi desastrosa. Com a derrota por 3 a 0 para a Itália. A revista El Gráfico perguntou em um editorial: "Estamos indo para Londres ou de volta para a Suécia?", em referência ao Desastre da Suécia (1958). Valentín Suárez, um dirigente do Banfield que havia dirigido a AFA entre 1949 e 1953, com uma clara afinidade com o peronismo, foi nomeado interventor da AFA e, nessa função, viajou para a Europa com pressa para lidar com a situação.
José Pastoriza e Antonio Rattín teriam brigado no vestiário. O grupo estava insatisfeito com os métodos de Lorenzo. Entre as reclamações estavam a de que o técnico só dava ordens em italiano para impressionar a imprensa europeia, que ele não definia o elenco e que havia muito treinamento contra times amadores. Valentin Suarez se reuniu com os jogadores, Lorenzo definiu o elenco para a Copa do Mundo e os ânimos se acalmaram. 

## Campanha
Em sua primeira partida, a Argentina venceu a Espanha por 2 a 1. A Espanha era a atual campeã da Copa das Nações Europeias de 1964. Após passe de Jorge Solari, Luis Artime abriu o placar aos 65 minutos do primeiro tempo. Pirri empatou aos 71 minutos, após disputar uma bola aérea com Antonio Roma. O passe de Ermindo Onega para Luis Artime, aos 79 minutos do segundo tempo, selou a vitória da Argentina.
Na segunda partida, os argentinos empataram em 0 a 0 com a Alemanha, com um homem a menos. "Um bom resultado seria não perder", disse Juan Carlos Lorenzo antes da partida. Faltando vinte minutos para o fim do jogo, Rafael Albretch deu um chute em Uwe Seeler, o que levou o árbitro iugoslavo a expulsá-lo. O jogador nascido em Tucumán fingiu não entender e não quis sair. Os minutos se passaram. O capitão argentino, Antonio Rattín, aproveitou a oportunidade para ensaiar todo o repertório que poucos dias depois o consagraria contra a Inglaterra em Estádio de Wembley. Ele gesticulou, pediu o intérprete, a polícia entrou. O empate sem gols com um homem a menos foi caracterizado quase como uma façanha pela imprensa da época.
No terceiro jogo, a Argentina derrotou a Suíça por 2 a 0 e se classificou para as oitavas de final da Copa do Mundo pela primeira vez desde 1930. Aos cinco minutos do segundo tempo, Luis Artime, após um passe de Jorge Solari, fez 1 a 0. A bola de Alberto González para Ermindo Onega faltando dez minutos para o fim do jogo fez o 2 a 0. Osvaldo Ardizzone escreveu para a El Gráfico: "Não jogamos bem. A responsabilidade pela partida foi muito pesada. A figura de Marzolini, a segurança da Roma e a confirmação de Perfumo. Dois gols que poderiam ter sido cinco... Estava ganho e só o resultado importava. De Montevidéu (30) a Shefflied (66), precisamos de 36 anos para chegar às quartas de final de uma Copa do Mundo. Missão cumprida." Roberto Perfumo: "A Suíça tinha uma formação muito defensiva, com duas linhas de quatro bem próximas. E foi difícil para nós abrir o jogo". Perfumo lembrou que o goleiro suíço Eichmannn "era um cara grande, impossível de esquecer, porque ele se chocou com seu último defensor e quase foi derrubado".
Nas quartas de final, a Argentina enfrentou o time da casa, a Inglaterra, e perdeu por 1 a 0 em uma partida polêmica. A defesa argentina conseguiu conter os ingleses. Mas, aos 35 minutos do segundo tempo, aconteceu o lance que mudaria a história da partida. Moore e Hunt lideraram um avanço, Perfumo fez falta em Hunt perto da área, Moore deu o passe para Bobby Charlton e seu chute foi para fora. Rattin, o capitão argentino, reclamou com o árbitro sobre uma falta anterior e o alemão o expulsou. A partida foi interrompida por oito minutos enquanto Rattin pedia a presença do intérprete na lateral. Os torcedores ingleses ficaram furiosos porque Rattin saiu do campo e pisou no tapete vermelho com a imagem da Rainha.
De acordo com Silvio Marzolini: "Antes do jogo, Valentin Suarez nos encontrou e nos explicou que o capitão da equipe tinha o direito de pedir um tradutor, um intérprete para falar com o árbitro. Fomos injustiçados, é verdade. Mas nosso erro foi que entramos em campo pensando demais no árbitro. Após a partida, o técnico da Inglaterra, Alf Ramsey, fez uma declaração polêmica: "Jogamos bem contra pessoas, não contra aqueles que jogam como animais.".
Em uma entrevista em 2016, Antonio Rattín lembrou: "Eu via que esse senhor alemão estava cobrando tudo a favor da Inglaterra. Bah, senhor não. Retiro o que disse. Esse cara deu tudo a eles: escanteios, faltas. Ele até inventou toques de braço. Tudo para os ingleses. Mostrei a ele a braçadeira de capitão e, por vários minutos, pedi a ele um intérprete para pedir explicações. Então me lembro que, aos 35 minutos do primeiro tempo, Roma tirou uma bola do gol e a passou para Marzolini pela esquerda. Insisti com o árbitro para que um intérprete entrasse e ele me expulsou. Eu não conseguia acreditar. Fiquei no meio do campo e meus companheiros de equipe me cercaram para que eu não fosse expulso. Mas então entraram o vice-presidente da FIFA e vários outros dirigentes. Não tive escolha a não ser ir para o vestiário. " Rattin continuou: "A expulsão foi tão injusta que fiquei tão irritado que fui me sentar no tapete vermelho do camarote da Rainha. Ela não estava no estádio, mas fiquei sentado lá por cinco minutos mesmo assim. Depois me levantei e fui para o vestiário, que ficava atrás do gol. Não havia túnel. Enquanto caminhava, vi os torcedores me jogando chocolate aerado, o que era uma novidade para mim. Nós ainda não os conhecíamos. Abri a embalagem, mastiguei um pouco e devolvi a eles. Depois, cheguei ao canto do campo e vi uma pequena bandeira britânica hasteada nos postes do canto. Torci tudo em minha mão, olhei para os torcedores e disse: "Ingleses filhos da...". Era óbvio que eles tinham ficado sem chocolates porque começaram a jogar latas de cerveja fechadas em mim. Então, eu saí meio correndo para evitar ser atingido na cabeça por uma lata".
A Argentina foi superada e acabou perdendo com um gol do atacante Hurst, de cabeça. Roberto Perfumo: “Hurst era muito forte, muito rápido, um cara que insistia na área. Acho que me faltou distância para cabecear, eu não era um bom cabeceador, nunca fui e o cara cabeceou em cima de mim, quando a bola passou por mim eu disse 'gol, a p** que o pariu'”.

## Repercussão
A eliminação da Argentina foi recebida pela imprensa local com muitas críticas à organização da Copa do Mundo.
A vitória teria coroado o "plano" de tirar o título da América do Sul. Além da derrota da Argentina para a Inglaterra, o Uruguai foi eliminado pela Alemanha em outra partida polêmica, na qual os uruguaios sofreram duas expulsões. O Brasil já havia reclamado que o árbitro havia sido condescendente em jogadas violentas contra Pelé.
O brasileiro João Havelange, que se tornaria presidente da FIFA entre 1974 e 1998, acrescentou sua voz às críticas: "A Alemanha jogou contra o Uruguai e o árbitro era inglês. A Argentina jogou contra a Inglaterra e o árbitro era alemão. Qual foi a final? Inglaterra e Alemanha."
A expulsão de Rattin é considerada a razão pela qual a FIFA adotou o sistema de cartões amarelos e vermelhos no futebol, que seria implementado na próxima Copa do Mundo.
Apesar da decepção da eliminação, a imprensa argentina considerou a participação uma "missão cumprida", pois foi a melhor campanha da equipe desde a Copa do Mundo de 1930.
De acordo com Silvio Marzolini em 1968: "a única equipe que era superior era a alemã, sem dúvida a melhor de todas, mas ainda acho que estávamos no mesmo nível das demais". O próprio Marzolini em 2014: "estávamos prontos para mais porque não havia nenhuma equipe superior no campeonato. Estávamos todos muito equilibrados nas quartas de final. Tínhamos Ermindo Onega, um verdadeiro craque." Luis Artime: "Entramos pensando em ganhar, a Alemanha era uma equipe muito melhor do que a Inglaterra e tínhamos empatado com eles na fase de grupos." Jorge Solari: "[Juan Carlos] Lorenzo sabia o básico; contra a Inglaterra, ele nos pediu para não nos deixarmos apressar, para desacelerar tudo, para tirar o ritmo. O [Antonio] Rattín estava calmo e, de repente, o alemão [o árbitro Rudolf Kreitlein] o expulsou sem advertí-lo. Não concebíamos uma expulsão assim". Juan Carlos Lorenzo: "Jogamos um futebol importante e tivemos um grande Ermindo Onega. A expulsão de Rattín contra a Inglaterra contribuiu para a equipe perder espaços. Jogar na casa deles e com um árbitro como o que enfrentamos, não foi uma vantagem." Antonio Rattín: "[...] foi a melhor seleção em que joguei. Mas naquela época, quem organizava a Copa do Mundo, praticamente estava garantido na final. E era muito difícil lutar contra isso".
De acordo com Juan Carlos Lorenzo: “O time que levei para a Inglaterra era muito bom. Tinha grandes jogadores e uma personalidade forte, cito como exemplo “El Mariscal” Roberto Perfumo, um dos mais destacados. No jogo contra a Alemanha, a chuva complicou tudo. O esquema defensivo argentino funcionou de forma brilhante. Solari no meio e Perfumo impedindo as manobras de Beckenbauer. O extraordinário Mariscal impediu que um gol fosse marcado, tirando-o em cima da linha com um chute de bicicleta, para a alegria da torcida. O empate sem gols foi uma pechincha para ambos os lados.
Para o diretor da revista El Gráfico, Carlos Fontanarrosa: "Até jogar contra a Suíça, a Argentina era uma equipe. Depois, outra. Nos dois primeiros jogos, especulou com força, decisão e movimentação, mas sempre com a mira no gol adversário, escapando na primeira oportunidade, sem se empolgar e sem brilho, mas com a mira e o pensamento em "chegar lá". Como fez na Copa das Nações, jogou com a corda esticada. [Contra a Inglaterra] Com exceção da linha de quatro quase impecável, o futebol jogado pela Argentina perdeu sua condição essencial: a especulação não era um meio, mas um fim. Eles não jogaram para "chegar lá". Diante de um adversário quase rendido. Foi tecida a trança interminável do nada futebolístico. Que enreda o ímpeto, que não deixa espaço para audácia ou coragem. Raramente a Argentina terá uma chance tão sensacional de triunfo como a que teve em Wembley". O jornalista também criticou o árbitro: "Ele foi um árbitro assustado, queremos acreditar, mas ele foi um elemento irritante em campo, pois teatralizou cada falta contra os argentinos e foi impassível com os ingleses. Os ingleses cometeram 33 faltas. Os argentinos, 19.".
Silvio Marzolini foi o primeiro jogador argentino a entrar para o time ideal da Copa do Mundo desde 1930: "Quando voltei da Copa do Mundo de 1966, disseram que eu era bonito e me chamaram para comerciais e filmes. Em Cuando los hombres hablan de mujeres, tive o prazer de trabalhar com Luis Sandrini, Beatriz Taibo e Enzo Viena".

## Jogos

### Fase de Grupos
| Pos. | Seleção            | Pts | J | V | E | D | GP | GC | SG |
| ---- | ------------------ | --- | - | - | - | - | -- | -- | -- |
| 1    | Alemanha Ocidental | 5   | 3 | 2 | 1 | 0 | 7  | 1  | +6 |
| 2    | Argentina          | 5   | 3 | 2 | 1 | 0 | 4  | 1  | +3 |
| 3    | Espanha            | 2   | 3 | 1 | 0 | 2 | 4  | 5  | –1 |
| 4    | Suíça              | 0   | 3 | 0 | 0 | 3 | 1  | 9  | –8 |

| 13 de julho | Argentina       | 2 – 1     | Espanha   | Villa Park, Birmingham                          |
| 19:30       | Artime 65', 79' | Relatório | Pirri 71' | Público: 42 738 Árbitro: BUL Dimitar Rumentchev |

| 16 de julho | Alemanha Ocidental | 0 – 0     | Argentina | Villa Park, Birmingham                          |
| 15:00       |                    | Relatório |           | Público: 46 587 Árbitro: YUG Konstantin Zecevic |

| 19 de julho | Argentina              | 2 – 0     | Suíça | Hillsborough, Sheffield                                  |
| 19:30       | Artime 53' · Onega 81' | Relatório |       | Público: 32 127 Árbitro: POR Joaquim Fernandes de Campos |

### Quartas-de-final
| 23 de julho | Inglaterra | 1 – 0     | Argentina | Estádio de Wembley, Londres                   |
| 15:00       | Hurst 78'  | Relatório |           | Público: 90 584 Árbitro: FRG Rudolf Kreitlein |

### Goleadores
| N.° | Jugador       | Gols | PJ |
| --- | ------------- | ---- | -- |
| 1.° | Luis Artime   | 3    | 4  |
| 2.° | Ermindo Onega | 1    | 4  |

### Asistentes
| N.° | Jugador                | Asistencias | PJ |
| --- | ---------------------- | ----------- | -- |
| 1.° | Ermindo Onega          | 2           | 4  |
| 2.° | Alberto Mario González | 1           | 4  |
|     | Jorge Solari           | 1           | 4  |